# シアトルズベストコーヒー

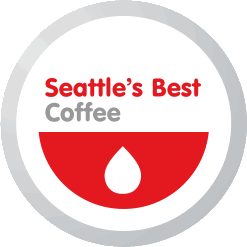
2010年から使用されているロゴ

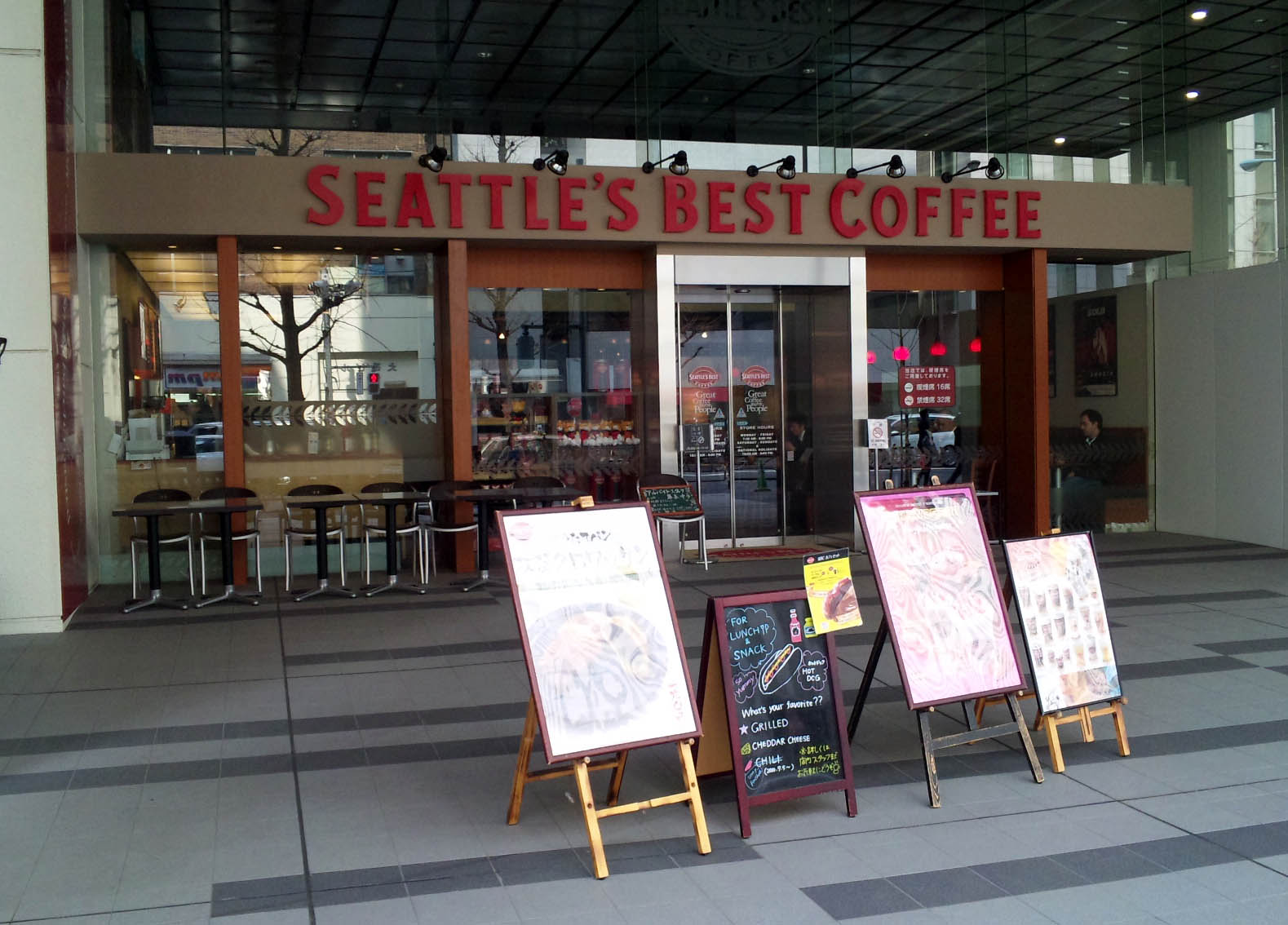
シアトルズベストコーヒー新宿南口店

シアトルズベストコーヒー (Seattle's Best Coffee) は、1968年にアメリカ合衆国ワシントン州ウィッビーアイランドで開業したシアトル系コーヒーを専門とする、コーヒーショップである。

## 概要

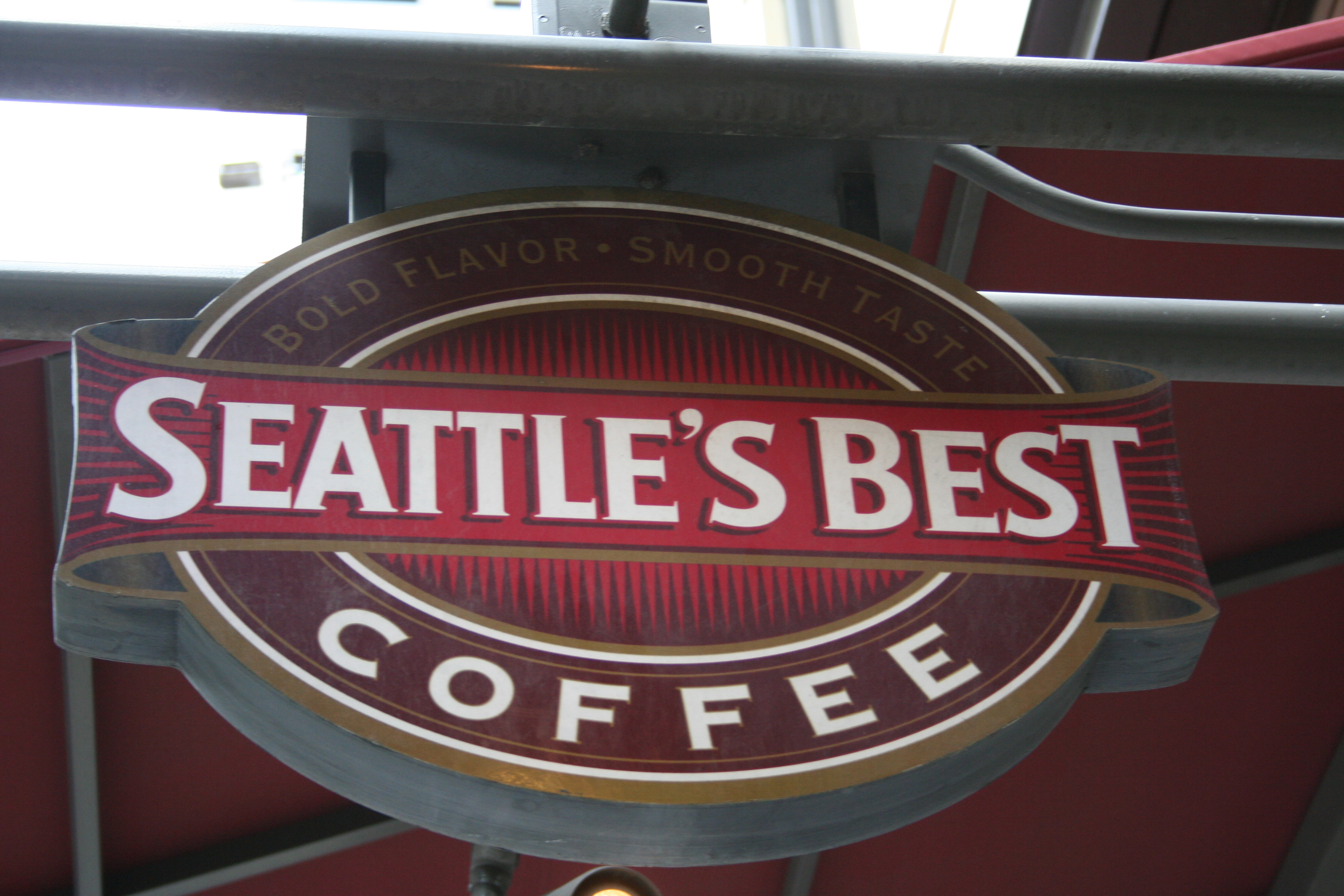
2010年までのロゴ

1971年、シアトルのダウンタウンにコーヒーの小売店舗を開店して、シアトルのコーヒーブームの発展に重要な役割を果たした。開業当初はさほど上質なコーヒーを出していない時代もあったが、創業者がアラビカ豆の栽培を始め、その上質な味わいでシアトル系コーヒーのコンテストで1位となり、それを機に、店名を現在のものとし、一躍飛躍をはたした。
2003年、スターバックスに北米事業を買収される。
日本には1999年、複数のフランチャイジーが運営する形で進出。東日本では、三井物産系のボウリング場運営会社・日本ブランズウィックが、10月7日に1号店を東京都渋谷区の道玄坂に、関西では映像制作会社のミフネが、10月29日に1号店を大阪・梅田にそれぞれ出店した。
2019年にJR九州ファーストフーズが関東、関西の計8店舗を取得し、日本の店舗の7割が同社運営店舗となった。JR九州ファーストフーズ運営店舗では、菓子パンチェーンのシナボンや、サンドイッチ店のサブウェイが併設された店舗も存在する。
シアトルズブレンドをはじめとし10種類を超えるコーヒー豆を用意している。

## メニュー

### ドリンク
| - ドリップコーヒー - トディコーヒー（アイスコーヒー） - エスプレッソ - コンバナ - マキアート - SBCラテ SBCモカ - キャラメルラテ - バニララテ - カプチーノ - アメリカーノ - チョコレート | - ナチュラルティー - スチームミルク - アイスミルク - ナチュラルアイスティー - ナチュラルフレッシュジュース - モカチョコレート - クリーミーキャラメル - クッキー&クリーム - バニラコーヒー - 抹茶 - マンゴー |

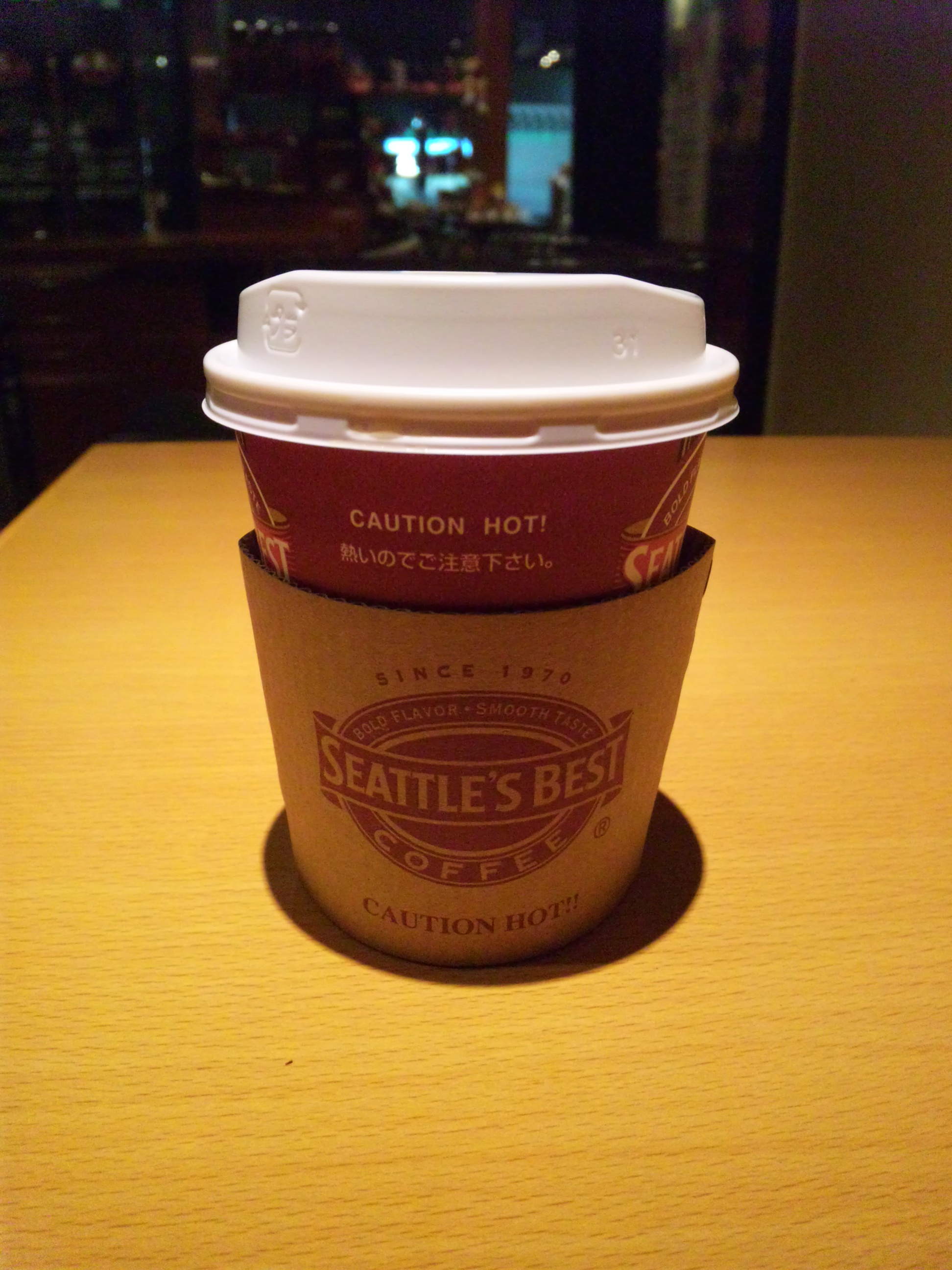
ドリップコーヒー

上記のドリンクに、ホイップ、アイスクリーム、豆乳 エスプレッソエクストラショットといったフレーバーをトッピングすることができる。
フードメニューとしては、ホットドッグ、サンドウィッチといった基本的なメニューがそろっている。

## 沿革
本国（米国）
- 1968年 創業者のジム・スチュアートが、ワシントン州ウィッビーアイランドで「the Wet Whisker」を開業
- 1970年 「スチュアートブラザーズ・コーヒー」（Stewart Brothers Coffee）を設立し、シアトルのPier70に出店
- 1971年 シアトルの中心部（ダウンタウン）に出店
- 1988年 社名を「SBC」に変更
- 1991年 社名を「シアトルズベストコーヒー」（Seattle's Best Coffee）に変更
- 1998年 AFCエンタープライズが買収
- 2003年 北米事業をスターバックスが買収

日本
- 1999年10月 シアトルズベストコーヒー日本第1号店を大阪市北区阪急三番街にオープン
- 2008年1月15日 フランチャイジーであるシアトルズコーヒージャパン株式会社の一部店舗を受託運営していたWOW Brands Japan株式会社（大阪市中央区）が準自己破産し、近畿を中心とする一部店舗（約40店舗）が閉鎖。ただし、他の受託運営会社の店舗は引き続き営業を継続。
- 2019年4月 JR九州ファーストフーズが関東8店舗の経営権を受諾。同社の店舗は46店舗に。